# 기장 옥정사 신중도
기장 옥정사 신중도(機張 玉井寺 神衆圖)는 부산광역시 기장군 일광읍 옥정사에 있는 신중도이다. 2015년 11월 18일 부산광역시의 문화재자료 제91호로 지정되었다.

## 개요
옥정사 신중도의 구성은 화면 가운데 위태천(韋駄天)을 중심으로 주변에 범천(梵天)․제석천(帝釋天)과 용왕 등의 권속으로 이뤄져 있어, 천룡부(天龍部) 탱화 형식을 구성하고 있다.
위태천은 익상형(翼狀形)의 투구를 쓰고 갑옷을 착용한 무장신(武將神)의 모습이다. 지물(持物)인 장도(長刀)와 투구의 가장자리, 목 스카프의 고정 장식, 하의의 비늘 장식, 신장상(神將像)의 무기 등에는 금니를 사용하였고, 머리 뒤쪽으로 휘날리는 천의(天衣) 안쪽 부분은 녹색 바탕에 적색 점 문양을 돋을 기법으로 표현하였다. 또한 목 부분의 스카프나 백색 바지의 주름은 몰골법(沒骨法)으로 처리하여 작가의 특징이 드러난다. 채색은 전체적으로 적색 위주에 청색을 대비하여 강조하였다.
옥정사 신중도는 권속의 배치 및 적색과 청색으로 대비되는 설채법 등 전통기법을 고수하면서도 19세기 마곡사를 중심으로 활동한 근대기 화승인 약효 계열의 특징적 기법인 몰골법이나 음영법 등을 반영하고 있으며, 근대기 불화로서의 도상과 화풍을 잘 보여주는 등 자료적 가치가 충분한 작품이다.

## 참고 자료
- 기장 옥정사 신중도 - 국가유산청 국가유산포털